# Кононово (Владимирська область)
Кононово (рос. Кононово) — присілок у Мелєнковському районі Владимирської області Російської Федерації.
Входить до складу муніципального утворення Дмитрієвогорське сільське поселення. Населення становить 375 осіб (2010).

## Історія
Присілок розташований на землях фіно-угорського народу мещери.
Від 10 квітня 1929 року належить до Мелєнковського району, утвореного спочатку у складі Івановської промислової області, а відтак від 14 серпня 1944 року у складі новоутвореної Владимирської області.
Згідно із законом від 11 травня 2005 року входить до складу муніципального утворення Дмитрієвогорське сільське поселення.

## Населення
| 1859 | 1897  | 1905  | 1926  | 2002 | 2010 |
| ---- | ----- | ----- | ----- | ---- | ---- |
| 524  | ↗1042 | ↗1306 | ↗1508 | ↘392 | ↘375 |